# Białoskórnik chropowaty

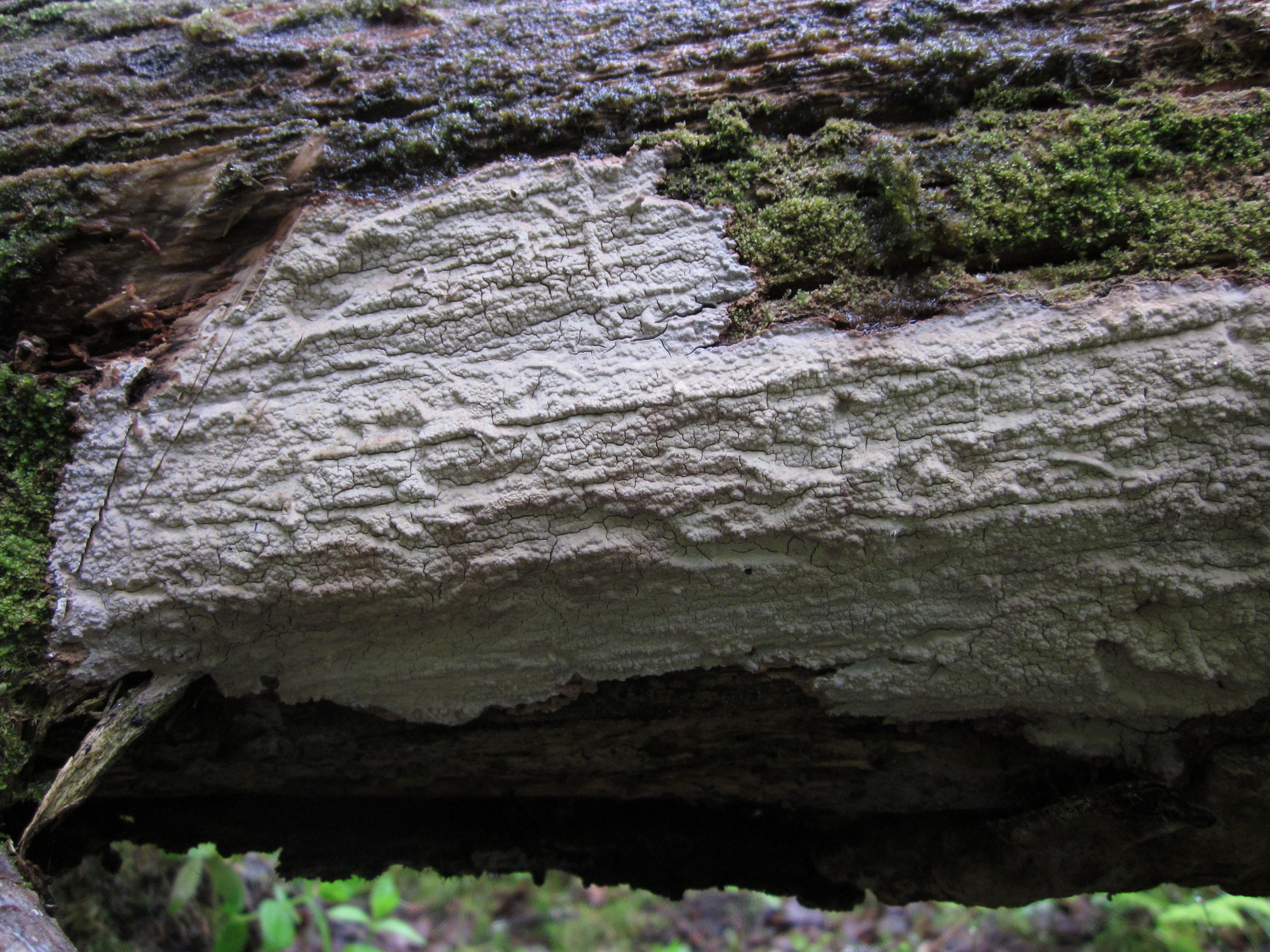

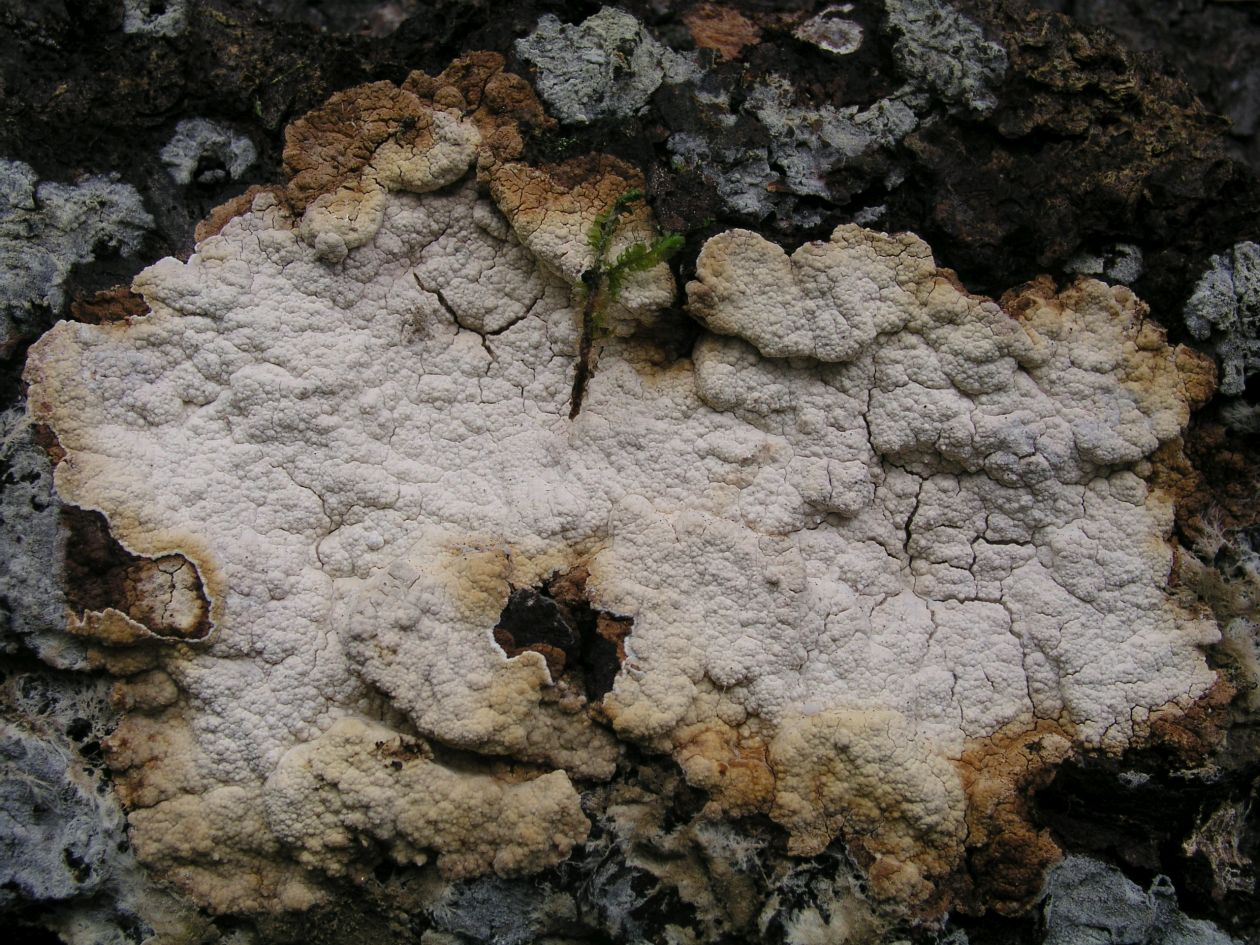

Białoskórnik chropowaty (Cystostereum murrayi (Berk. & M.A. Curtis) Pouzar) – gatunek grzybów z rodziny białoskórnikowatych (Cystostereaceae).

## Systematyka i nazewnictwo
Pozycja w klasyfikacji według Index Fungorum: Cystostereum, Cystostereum, Cystostereaceae, Agaricales, Agaricomycetidae, Agaricomycetes, Agaricomycotina, Basidiomycota, Fungi.
Po raz pierwszy takson ten zdiagnozowali w 1868 r. Miles Joseph Berkeley i Moses Ashley Curtis, nadając mu nazwę Thelephora murrayi. Obecną, uznaną przez Index Fungorum nazwę nadał mu w 1959 r. Zdeněk Pouzar, przenosząc go do rodzaju Cystostereum.
Niektóre synonimy:
- Corticium murrayi (Berk. & M.A. Curtis) Pat. 1903
- Corticium tuberculosum (Fr.) Rick 1934
- Stereum murrayi (Berk. & M.A. Curtis) Burt 1920
- Stereum murrayi (Berk. & M.A. Curtis) Burt 1920 var. murrayi
- Stereum murrayi var. tuberculosum (Fr.) Pilát 1933
- Stereum pulverulentum Peck 1900
- Stereum tuberculosum Fr. 1874
- Striglia tuberculosa (Fr.) Kuntze 1891
- Thelephora murrayi Berk. & M.A. Curtis 1868[2].

Polską nazwę zaproponował Władysław Wojewoda w 2003 r., wcześniej w polskim piśmiennictwie gatunek ten opisywany był jako cystoskórek pachnący (przez Stanisława Domańskiego w 1991 r.) lub białoskórnik świerkowy (W. Wojewoda w 1996 r.).

## Morfologia
Owocnik
Wieloletni. Zazwyczaj jest rozpostarty, szczególnie gdy występuje na dolnej stronie dużych kłód drzewa. Natomiast gdy rozwija się na kłodach pionowych lub skośnie powalonych, tworzy w górnej części niewielkie, odgięte od podłoża fałdy o szerokości 0,2–1 cm. Jest duży – osiąga długość do kilku metrów i cienki – grubość 0,3–2 mm, wyjątkowo do 5 mm. Powierzchnia hymenialna początkowo ma barwę od kremowobiałej do blado-ochrowo-szarej, później staje się ciemniejsza, brunatnawa. Jest gęsto pokryta brodawkami i podczas suchej pogody popękana. Górna powierzchnia odgiętych fałdów jest czarna, twarda, bezwłosa i z ostrym i brunatnym brzegiem. Kontekst niewyraźnie warstwowany, korkowaty lub zdrewniały, po wysuszeniu łamliwy.
Owocnik ma przyjemny, aromatyczny i charakterystyczny zapach.
Cechy mikroskopowe
System strzępkowy dymityczny. Strzępki szkieletowe grubościenne, o średnicy 1,5–3 μm, zazwyczaj przebiegające równolegle. Strzępki generatywne cienkościenne, o grubości 2–3,5 μm. Są gęsto pozlepiane, septowane ze sprzążkami. W subhymenium ułożone są prostopadle do strzępek generatywnych. Bardzo licznie występują gloeocystydy o kształcie od jajowatego do elipsoidalnego. W hymenium i subhymenium mają rozmiar 30–40 × 7–15 μm, w kontekście są dłuższe i węższe. Wypełnione są oleistymi kropelkami lub jednolitą żółtą substancją (zwłaszcza w hymenium). Podstawki wąskomaczugowate, 4–sterygmowe ze sprzążką w podstawie. Zarodniki o kształcie od elipsoidalnego do niemal cylindrycznego, cienkościenne, gładkie, nieamyloidalne. Mają rozmiar 4,5–5,5–40 × 2,5–3 μm.
Gatunki podobne
Na martwym drewnie w lesie występuje wiele podobnych gatunków grzybów o rozpostartym owocniku. Białoskórnika chropowatego najłatwiej odróżnić po charakterystycznym zapachu, który wyczuwalny jest z czasami nawet z 15–30 metrów.

## Występowanie i siedlisko
W Ameryce Północnej i Europie jest szeroko rozprzestrzeniony, sięga tutaj na północy aż po rejony arktyczne. Występuje także w Azji (Kaukaz, Syberia, Japonia), podawano jego stanowiska na Kubie, Jamajce, w Puerto Rico i na Nowej Zelandii. W Polsce gatunek rzadki. Znajduje się na Czerwonej liście roślin i grzybów Polski. Ma status V – gatunek narażony, który zapewne w najbliższej przyszłości przesunie się do kategorii gatunków wymierających, jeśli nadal działać będą czynniki zagrożenia.
Grzyb saprotroficzny wywołujący białą zgniliznę drewna. Rozwija się na pniakach i powalonych martwych pniach świerka i jodły, wyjątkowo buka. W Polsce najczęściej spotykany jest w górach, w granicach naturalnego zasięgu świerka pospolitego, w Europie w iglastych i mieszanych lasach borealno-subalpejskich. W Ameryce Północnej występuje głównie na drzewach liściastych, i to także w rejonach o klimacie tropikalnym. Z tego też powodu Eriksson i Ryvarden (1975 r.) podejrzewają, że okazy opisywane jako Cystostereum murrayi w Ameryce mogą być innymi gatunkami, niż te w Europie.